# Tilloglomus spectabile
Tilloglomus spectabilis là một loài bọ cánh cứng trong họ Cerambycidae.